# Grand Café Martinique
Grand Café Martinique est un roman de Raphaël Confiant publié en 2020 aux éditions Mercure de France. Il s'attache à décrire la vie de Gabriel de Clieu qui importa la culture du café à la Martinique au XVIIIe siècle,,.

## Résumé
Le personnage principal est Gabriel de Clieu, Gabriel-Mathieu d'Erchigny de Clieu (1687-1774).
De sa longue et remarquable vie sont retenues uniquement les motivations et les événements qui en ont fait un novateur et un bienfaiteur de la Martinique, et des Antilles Françaises, en y introduisant la caféiculture dans les années 1720-1730.
Le livre se compose de cinq parties ou "cercles" de longueur inégale, en progression chronologique, à la troisième personne.
De nombreux chapitres citent le Bréviaire des Amériques que Gabriel-Mathieu compose comme un hommage à tout ce qui a été écrit ou dit, de positif ou de négatif, concernant les Caraïbes, les Antilles, les Blancs et les Noirs, et le colonialisme.
Gabriel-Mathieu tient également un Journal de bord où il relate les événements au bord du bateau qu'il commande.
De nombreux passages évoquent des épisodes de l'histoire de la caféiculture : l'archange Djibril offrant à Muhammad du kawwa pour tenir les nuits de la révélation, le chevrier Kaldi dont les chèvres apprécient de mâcher les baies du caféier à Kaffa (Abyssinie), le Yémen, les mamelouks du Caire préférant les ressources d'exportation aux interdictions des ulémas (Le café est agréable à Allah et bon pour la santé), le kahveh à Istanbul, le café aux portes de Vienne en 1686, Venise, Gênes, Marseille, Paris.
Cette histoire vise aussi l'avenir (des années 1700-1720) aux Amériques surtout : la révolution du café à Saint-Domingue, le Boston-Tea-Party (1773), les cafés révolutionnaires, les Deux Magots, le café au Brésil, le P'tit Noir (1950-1960) comme rituel prolétarien.
En pays normand, dans un petit domaine, près de Dieppe, orphelin de père dès le plus jeune âge, Gabriel de Clieu se fait Garde Marine, contre l'avis maternel, à l'École des gardes de la Marine, de Rochefort, avec pour objectif de devenir officier. En 1703, nommé enseigne de vaisseau, il croit pouvoir partir pour les Indes occidentales, il continue lors de ses études son rêve d'Amérique, et son Bréviaire des Amériques. Officier, à 15 ans, il devient chevalier.
Il part enfin pour les Antilles, pour y devenir planteur de tabac, laissant le domaine familial en toute confiance à un oncle.
La première traversée a lieu en 1710 sur Le Maintenon : ennui, dévastation et Hollandais volant.
Le rêve est interrompu. 
Il devient bien propriétaire, par rachat d'une petite plantation d'un homme ruiné pour dettes de jeux.
Son voisin, le Mulâtre Théramène Claudius le dissuade de cultiver du petun (tabac), et de quitter la marine.
Il fait la connaissance de la Martinique, de ses merveilleux aspects, et des relations entre les groupes humains.
Mais aussi de la langue créole.
Et surtout celle de Marie-Colombe de Mallevault.
La plantation est bien tenue par cet assez bon maître.
Il est bien apprécie par presque tous les groupes sociaux.
Ti-Fanfan est son commandeur : cacao, etc.
Da Irmine sa gouvernante.
Et il s'ennuie.
La petite négresse Doriane, est si attirante. 
Justina devient sa maîtresse, vite trop exigeante : il a aussi désormais un fils Jean-Baptiste.
La révolte du Gaoulet est une occasion d'être reconnu comme négociateur, et de revenir en France pour réaliser enfin le rêve.
En 1718, à Paris, pour pousser son dossier, introduire le caféier en Martinique, il se voit à peu près trahi par de gros propriétaires de Martinique.
Il croise alors, grâce à un ami d'enfance, devenu perruquier, Mademoiselle Hortense, 27 ans, nièce de Dr de Chirac, directeur du Jardin royal des plantes médicinales, où sont entretenus et étudiés divers plants de caféiers.
Une rocambolesque soirée permet le vol de deux plants.
Le grand départ a lieu en 1720.
Le transport vers un port des plants qui ont besoin d'eau, de soleil et de protection, s'avère difficile, comme le recrutement d'un petit équipage, et l'achat sur fonds propres d'une flûte, Le Dromadaire.
L'équipage, c'est surtout Mathurin, Sébastien Janicot (quartier-maître), Brutus (maître-cuisinier) et Yako (son esclave), Doc Monnier (chirurgien), etc.
Même en toute discrétion de la part de Gabriel, rien ne passe inaperçu : réparations, achats, prises de passagers.
La traversée est un cauchemar de 60 jours : attaque de pirates barbaresques, calme plat de trois semaines, Hollandais volant, tempête, manque d'eau douce, révoltes, furies, morts...
Enfin, le paille-en-queue à bec jaune et la coccinelle disent l'approche exacte de la Martinique.
Retrouver le domaine et la maison en bon état.
Au premier matin, le plantage du premier caféier...